# Marcus Valerius Martialis
Marcus Valerius Martialis, vagy röviden csak Martialis (Bilbilis, Kr. u. 38–41 körül, március 1. – Róma, Kr. u. 104), római költő.

## Élete, művei

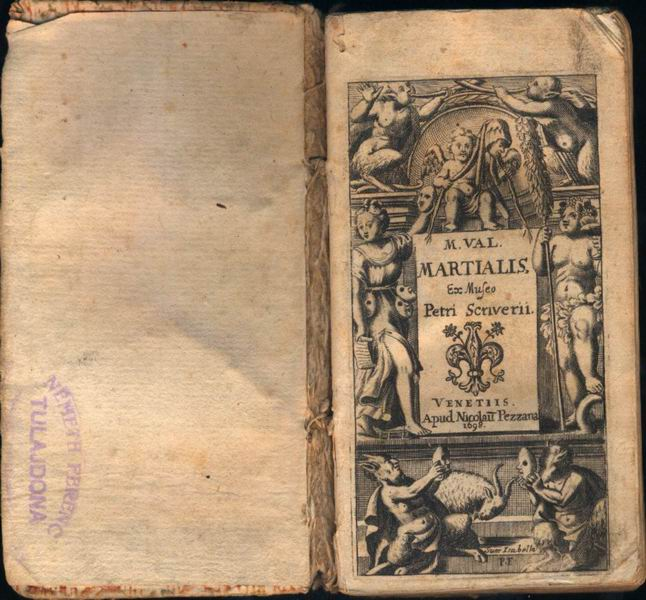
Martialis szatíráinak 1698-as ponyvakiadásának címlapja, a velencei Pezzana nyomda terméke

Hispania provincia szülötte volt. Születésének napját egyik verséből pontosan ismerjük, a pontos dátum azonban vitatott, mivel a szöveghely csak „folyó év március elsejéről" szól. Szülővárosát 23-24 éves korában hagyta el, hogy Rómában próbáljon szerencsét. Rómában tartózkodva műveiben többször is visszaidézte szülővárosát, és amikor 98-ban, 34 év római tartózkodás után hazatért, szomorúan tapasztalta, hogy alkotókedve megcsappant, ezért ismét Róma után sóvárgott. A grammatikában és retorikában egyaránt jártas ifjút nyilván költői tervei csalogatták Nero városába. Gazdag és tekintélyes honfitársai, Seneca és Lucanus pártfogásával minden reménye megvolt a fényes jövőre. A 65-ös Piso-féle összeesküvést követően azonban a császár Senecát és Lucanust öngyilkosságra kényszerítette, s ez feltehetőleg intő jel volt Martialis számára is. Mindenesetre hallgatott ugyanúgy, mint Otho, Vitellius és Galba hatalmi harcai idején, s csak 80-ban, Titus uralkodásának második évében lépett a nyilvánosság elé első kötetével, a „Liber spectaculorum”-mal (Látványosságok könyve), amelyben a 80-ban megnyitott Colosseum látványosságait ünnepelte. Titus halála után (Kr. u. 81) Domitianus uralkodásának első évei alatt ismét három év hallgatás következett, majd 84–85-ben kiadta „Xenia” (Ajándékok) és az „Apophoreta” (Nyeremények) című könyvét. Ez időtől kezdve, 85-től 97-ig évente publikált egy-egy könyvet, a befejező XII. könyvet 4-5 évi hallgatás után küldte Hispániából Rómába 102-ben.
Magánéletére mindössze epigrammáinak elszórt megjegyzéseiből következtethetünk. Apja neve Valerius Fronto, anyjáé Flacilla volt. Általában úgy tartják, hogy nem volt felesége, ez azonban nem bizonyítható. Feltehetőleg egy leány apja volt. Anyagi helyzetére vonatkozólag műveiből meglehetősen ellentmondásos kép tárul elénk: egyes epigrammáiból úgy tűnik, mintha a szegény és megalázott cliensek nyomorult életét élné, aki akkor tud csak felvenni egy rendes tógát, ha valamelyik patronusától kap egyet. Más verseiből azonban az derül ki, hogy római lovag volt, ami annyit jelent, hogy legalább évi 400 000 sestertius jövedelemmel kellett rendelkeznie. Megalapozott anyagi helyzetére következtethetünk azon epigrammáiból, amelyekben nagy összegű kölcsönöket kér: kölcsönt ugyanis csak megbízható anyagi fedezetre lehetett kapni, szegénységének hangsúlyozása tehát feltehetően mindössze költői póz.
Költeményeiben sokat merített Catullus, Ovidius, Petronius, Seneca, Domitius Marsus és Cornelius Lentulus Gaetulicus műveiből. Bár görög mintaképeiről hallgat, epigrammáiból nyilvánvaló, hogy sokat tanult a Kr. e. I. század és a Kr. u. I. század hellenisztikus görög epigrammaköltőitől, így Thesszalonikéi Antipatrosztól és Lukilliosztól. Gondolatai, versei az utókor több költőjénél felbukkannak, Ausoniustól egészen Janus Pannoniusig.
Több költeménye meglehetősen trágár.

## Magyarul megjelent művei
- Ponori Thewrewk József: Összehasonlító-szikélytár. Marcus Valerius Martialis 50 szikélye; Sz. E. észrevételeivel; Horák Egyed, Esztergom, 1863
- Martialis Marcus Valerius epigrammáinak tizennégy könyve a látványosságok könyvével; bev., jegyz., ford. Csengery János; MTA, Bp., 1942 (Görög és római remekírók)
- M. Valerii Martialis epigrammata selecta / M. Valerius Martialis válogatott epigrammái; ford. Tordai Éva; InterPares Bt.–Kirké, Bp., 2001 (Kirké kétnyelvű klasszikusok)
- Válogatott epigrammák; ford. Adamik Tamás et al., vál., szerk., jegyz., utószó Adamik Tamás; Magyar Könyvklub, Bp., 2001 (Írók, költők, gondolkodók)
- Költők, ringyók, pojácák. Válogatott epigrammák; vál., ford., utószó Csehy Zoltán; Kalligram, Pozsony, 2003

## Lásd még
- Plágium

## Külső hivatkozás
- Góczán Andrea: Ókori könyv- és könyvtártörténet Marcus Valerius Martialis költeményei tükrében (MEK)